# Kristian Lundstedt
Ture Kristian Lundstedt, född 25 mars 1894 i Göteborgs domkyrkoförsamling, död 19 mars 1959 i Göteborgs Karl Johans församling, var en svensk målare. 
Kristian Lundstedt var son till målarmästaren August Lundstedt och Clara Anderson. Han studerade i Göteborg vid Slöjdföreningens skola 1914 och vid Valands målarskola 1916–1918 med Birger Simonsson som lärare. Han studerade senare även i Oslo, Köpenhamn, Paris, Spanien, England och Belgien. Han räknas med i gruppen Göteborgskoloristerna, men var äldre än de flesta av dessa och hade inte Tor Bjurström som lärare. Hans kolorit är mera återhållen än Bjurströmelevernas. Han målade landskap och porträtt, gärna av barn, ofta i en ljus färgton. Han hade vidare flera utsmyckningsuppdrag i kyrkor i Bohuslän samt vid Sannaskolan i Göteborg.
Kristian Lundstedt är representerad vid Göteborgs konstmuseum[källa behövs]  samt vid museerna i Gävle museum, Örebro läns museum, Karlstad, Borås konstmuseum och Norrköpings konstmuseum.
Han var från 1930 gift med Signe Endora Lundstedt (1901–1979). Han är gravsatt på Örgryte nya kyrkogård, Göteborg.

## Offentliga utsmyckningar
- Björlanda kyrka,  takmålning 1954.[5]
- Bovallstrands kyrka, altartavla och fyra målningar på sidorna, 1934.[6]
- Foss kyrka, Munkedal, takmålning, 1928[7]
- Hönö kyrka, altartavla och predikstol,[8][9]
- Sannaskolan, Göteborg, al secco-målning i matsalen[10]
- Sjömanskyrkan i Hull, väggmålning[9]
- Öckerö kyrka, korfönster, takmålning 1944 [8]
- Lithanderbolagen, senare polishus i Kungsbacka, väggmålning om ullens och bomullens väg till textil, 1954.[9]